# تعريف إجرائي
التعريف الإجرائي (بالإنجليزية: Operational definition)‏ تحديد لفظ أو مصطلح بإبراز دلالته الاستعمالية أو الوظيفية، وتعريف المفردة اللغوية في إطار شبكة من العمليات، كأن نعرف الحاسوب بأنه آلة تستهدف الحوسبة السريعة وبأعداد مرتفعة جدا.